# Istituto federale di ricerca per la foresta, la neve e il paesaggio
L'Istituto federale di ricerca per la foresta, la neve e il paesaggio WSL (in tedesco: Eidgenössische Forschungsanstalt für Wald, Schnee und Landschaft WSL; in francese: Institut fédéral de recherches sur la forêt, la neige et le paysage WSL; in inglese: Swiss Federal Institute for Forest, Snow and Landscape Research WSL) conduce una ricerca orientata alla soluzione in materia di foreste, paesaggi, biodiversità, pericoli naturali, e neve e del ghiaccio in un mondo che cambia. Come istituto di ricerca federale e parte del Settore dei Politecnici Federali, è finanziato con un budget quadriennale del Consiglio federale svizzero  ed è impegnato nell'eccellenza della ricerca e dell'implementazione.
Alla fine del 2024, WSL contava circa 650 dipendenti. Oltre alla sede centrale di Birmensdorf e all'SLF di Davos, dal 1991 gestisce filiali a Losanna e Cadenazzo e dal 1996 a Sion. Il sito istituzionale è disponibile in inglese, francese, tedesco e italiano.

## Compiti
Il WSL fa parte degli istituti di ricerca del settore dei PF. Questi hanno il seguente mandato:
- Conducono ricerche nella loro area di competenza e forniscono servizi scientifici e tecnici.
- Sono a disposizione delle università per l'insegnamento e la ricerca al meglio delle loro possibilità.[4]

Il WSL è attivo nello sviluppo territoriale sostenibile, in particolare nelle aree montane e nei centri urbani, nei seguenti settori specialistici:
- Ricerca sul paesaggio
- Ecologia forestale e gestione forestale
- Rischi naturali e gestione integrale del rischio
- Neve, ghiaccio, valanghe e permafrost[5]

Oltre al mandato di ricerca, il WSL ha quattro compiti assegnatigli dal governo federale:
- In collaborazione con l'Ufficio federale dell'ambiente, il WSL raccoglie i dati di base per l'Inventario forestale nazionale (IFN) e nel programma di ricerca a lungo termine sugli ecosistemi forestali dati sulle pressioni subite dagli ecosistemi forestali.[6]
- L'SLF, che fa parte del WSL, fornisce il servizio di avviso valanghe in Svizzera e avverte la popolazione dei pericoli di valanga.[7]
- Gestisce il Centro sanitario della foresta svizzera[8]
- Assicura il supporto tecnico-scientifico della protezione delle piante forestali.[9]

Per adempiere ai suoi compiti, il WSL ha definito cinque temi centrali che descrivono il suo campo di attività a lungo termine, nonché quattro priorità di sviluppo per gli anni fino al 2035.

### Temi centrali e priorità di sviluppo
Il WSL si concentra su cinque aree di ricerca centrali: Foreste, Biodiversità, Paesaggio, Pericoli naturali e Neve e ghiaccio. Nell'ambito delle foreste, il WSL studia l'influenza dei cambiamenti climatici, degli agenti inquinanti e dei disturbi come gli incendi forestali sugli ecosistemi forestali. Nell'ambito della biodiversità, si concentra sulla diversità delle specie, sulle interazioni ecologiche e sulle specie invasive, al fine di monitorare e promuovere la biodiversità. La ricerca sul paesaggio sviluppa le basi per un uso sostenibile del territorio e per la pianificazione del paesaggio. Nell'ambito dei rischi naturali, il WSL effettua ricerche su valanghe, inondazioni e incendi boschivi per proteggere la popolazione. Gli studi su neve e ghiaccio analizzano gli effetti del cambiamento climatico sulle risorse idriche e sul turismo invernale.
Al centro della Strategia 2035 del WSL ci sono quattro priorità di sviluppo generali che si basano sui temi centrali esistenti: Conseguenze del cambiamento globale, urbanizzazione sostenibile, governance ambientale e paesaggi ed ecosistemi multifunzionali. Vanno sviluppate strategie per la mitigazione e l'adattamento al cambiamento globale e vanno ricercati spazi urbani per città compatibili con l'ambiente e socialmente inclusive. Il WSL promuove la ricerca sulla governance ambientale per migliorare i processi decisionali e l'attuazione delle politiche. Gli approcci per identificare le sinergie nei paesaggi e negli ecosistemi dovrebbero aiutare a minimizzare i compromessi tra le diverse funzioni e gli usi.

## Storia
Il WSL è stato fondato nel 1885 come Schweizerische Centralanstalt für das forstliche Versuchswesen (Istituto centrale svizzero di ricerca forestale) su proposta dell'ispettore federale delle foreste Johann Wilhelm Coaz e del professore del Politecnico di Zurigo Elias Landolt e rinominato Eidgenössische Anstalt für das forstliche Versuchswesen (EAFV; Istituto federale svizzero di ricerca forestale) nel 1933. Il suo scopo è "fornire una base affidabile per la silvicoltura nella misura più ampia possibile attraverso esperimenti, indagini e osservazioni scientifiche e contribuire alla soluzione di importanti questioni meteorologiche forestali".

### Cronologia del WSL[3]
In origine, l'obiettivo era quello di ripristinare e proteggere la foresta svizzera, fortemente sfruttata. Il 1º gennaio 1888, tre stanze inutilizzate nel sottotetto dell'edificio agricolo e forestale del Politecnico federale di Zurigo furono provvisoriamente convertite in aule di lavoro. Nel 1889 l'Istituto centrale si trasferì nell'edificio di fisica. Si occupava principalmente di analisi della crescita. Philipp Flury, assistente tecnico dell'epoca, iniziò a creare una rete di test di resa. All'inizio del secolo, questa comprendeva 460 parcelle. Nel 1888, l'Istituto prese in affitto un'area di 1 ettaro ad Adlisberg dall'amministrazione forestale della città di Zurigo per creare un giardino sperimentale, che rimase in uso fino al 1952.
Nel 1892, l'Istituto Centrale, insieme a partner tedeschi e austriaci, ha fondato l'Unione Internazionale delle Organizzazioni di Ricerca Forestale (IUFRO), che oggi è la più importante rete globale di scienziati forestali.
Nel 1903, sotto la direzione di Arnold Engler, vennero installate stazioni di misurazione del deflusso idrologico, che dimostrarono l'influenza positiva delle foreste sulle inondazioni, ma anche il loro effetto limitato.
Nel 1917, tre anni dopo la fondazione del Parco Nazionale Svizzero, il botanico grigionese Josias Braun-Blanquet istituì i primi appezzamenti permanenti per osservare lo sviluppo della vegetazione. Nel corso del tempo, i botanici del WSL hanno ampliato e analizzato questa rete.
Negli anni Trenta fu fondata la Commissione per lo studio delle valanghe, che promosse la costruzione di un laboratorio della neve sul Weissfluhjoch e lo studio della struttura della neve. Nel 1942 fu fondato l'Istituto federale per lo studio della neve e delle valanghe (SLF), che assunse la responsabilità dell'allarme valanghe. Con la crescente importanza degli sport invernali e dell'elettrificazione, le valanghe e la neve divennero temi di ricerca centrali.[13]
Dopo la seconda guerra mondiale, il WSL ha ampliato il suo spettro di ricerca includendo temi come l'inquinamento atmosferico, la ricerca sul paesaggio e la biodiversità. L'intenso dibattito sul deperimento delle foreste degli anni '80 ha portato a importanti misure di politica ambientale e a un incremento della ricerca. Nel 1989, l'SLF è entrato a far parte del WSL, dando vita all'attuale Istituto federale di ricerca per la foresta, la neve e il paesaggio. Il WSL fa parte del settore dei PF, che comprende i due Politecnici federali di Zurigo (ETH Zurich) e Losanna (EPFL), i quattro istituti di ricerca Paul Scherrer Institute (PSI), i Laboratori federali svizzeri di scienza e tecnologia dei materiali (Empa) e l'Istituto federale di scienze e tecnologie acquatiche (Eawag). Con le sue numerose sedi, il settore dei PF è saldamente ancorato alle regioni.
Il WSL ha continuamente ampliato la sua presenza regionale per promuovere le sinergie locali e intensificare il dialogo con i professionisti. L'istituto ha aperto nuove sedi a Losanna, Bellinzona e Sion. Gli stretti legami tra ricerca e pratica e la cooperazione con partner internazionali sono ancora oggi elementi chiave.
Nel 1996, il nuovo edificio dell'istituto nella Flüelastrasse a Davos Dorf è diventato la sede dell'SLF. Il vecchio edificio dell'istituto sul Weissfluhjoch è ancora disponibile per scopi di ricerca. L'SLF ha iniziato a creare il Sistema intercantonale di misurazione e informazione IMIS, una rete di stazioni di misurazione della neve e del vento.
Nel 2002, i ricercatori hanno messo in funzione il sistema intercantonale di allarme rapido e di informazione sulle crisi IFKIS per i servizi di allarme valanghe presso l'SLF.
Nel 2010 è stata inaugurata la piattaforma informativa congiunta Pericoli naturali GIN, sviluppata dal WSL in collaborazione con MeteoSvizzera e l'Ufficio federale dell'ambiente. Nello stesso anno, il WSL e l'SLF hanno festeggiato rispettivamente il 125º e il 75º anniversario con circa 40 eventi.
Nel 2024, il WSL ha adottato una nuova Strategia 2035 per poter "contribuire in modo sostanziale al superamento delle sfide globali".

### Gestione dell'istituto WSL dal 1887
| 1887–1896 | Anton Bühler                                 |
| 1897–1901 | Conrad Bourgeois                             |
| 1902–1923 | Arnold Engler                                |
| 1924–1925 | Philipp Flury                                |
| 1925–1933 | Henri Badoux                                 |
| 1934–1954 | Hans Burger (erster hauptamtlicher Direktor) |
| 1955–1968 | Albert Kurt                                  |
| 1969–1986 | Walter Bosshard                              |
| 1986–1996 | Rodolphe Schläpfer                           |
| 1996-1997 | Walter Ammann (ai)                           |
| 1998–2004 | Mario Broggi                                 |
| 2004–2004 | Jakob Roost                                  |
| 2007–2012 | James Kirchner                               |
| 2012–2020 | Konrad Steffen                               |
| 2020–2021 | Christoph Hegg(ai)                           |
| 2021–2023 | Beate Jessel                                 |
| 2023–2024 | Christoph Hegg (ai)                          |
| Seit 2024 | Rolf Holderegger                             |

## Attività di ricerca
Il WSL gestisce il laboratorio più grande del mondo per lo studio della dendrocronologia.
Al suo interno vengono compilate la tabelle di datazione degli anelli degli alberi, la cui velocità di crescita varia in funzione della specie e dell'area geografica.
Laddove mancano degli anelli provenienti da specie viventi o fossili, la datazione viene ricostruita indirettamente tramite manufatti derivati da tali materialia patto che forma e dimensioni degli anelli consentano di determinare ragionevolmente l'appartenenza del legno lavorato alla medesima specie. In base a questi strumenti scientifici, il gruppo di ricercatori ha esaminato un bosco subfossile nell'area di Zurigo-Wiedikon, dichiarando nell'aprile 2013 di aver identificato 200 ceppi fatti risalire a 2.000 anni fa e, in particolare, di alcuni esemplari attribuiti all'anno 14.000 che sarebbero «i primi alberi di cui è provata la migrazione dal Mediterraneo dopo l'ultima era glaciale... Tali resti sono unici al mondo».
Un altro progetto di ricerca internazionale è l'UE CARBO-Extreme sugli effetti di eventi meteorologici estremi sugli ecosistemi terrestri è stato in grado di dimostrare che la capacità di stoccaggio dell'anidride carbonica diminuisce drasticamente a causa del riscaldamento globale. Le foreste, in particolare, sono indebolite a lungo termine dagli incendi boschivi e da altri danni dopo periodi di siccità, che contribuiscono nuovamente ad aumentare i gas a effetto serra.